# NGC 4010
NGC 4010 (również PGC 37697 lub UGC 6964) – galaktyka spiralna z poprzeczką (SBcd), znajdująca się w gwiazdozbiorze Wielkiej Niedźwiedzicy. Odkrył ją John Herschel 26 kwietnia 1830 roku.